# Indigofera podocarpa
Indigofera podocarpa är en ärtväxtart som beskrevs av Baker f. och Martin. Indigofera podocarpa ingår i släktet indigosläktet, och familjen ärtväxter. Inga underarter finns listade i Catalogue of Life.